# Liste Friedberger Burgmannenfamilien
Die Liste Friedberger Burgmannenfamilien erfasst alle ritteradligen Familien, von denen Mitglieder als Teil der Burgmannschaft in der Wetterauer Reichsburg Friedberg urkundlich nachgewiesen sind. Dieser genossenschaftlich organisierte Teil der Reichsritterschaft war im Heiligen Römischen Reich Teil der reichsunmittelbaren Burggrafschaft Friedberg.

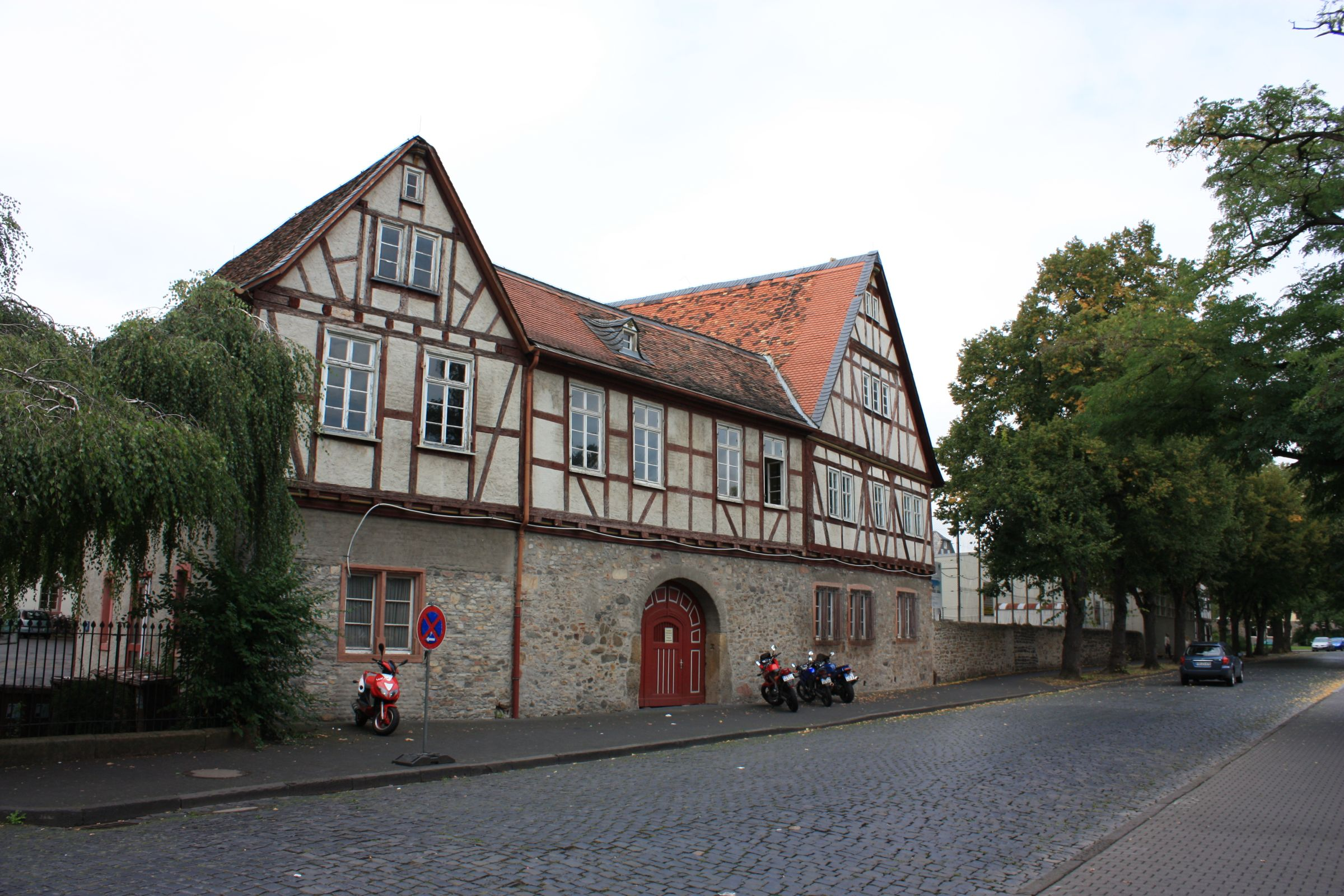
Ehemalige Burgmannenhäuser innerhalb der Burg Friedberg.

Die Burgmannschaft ist bereits in den ersten Urkunden des frühen 13. Jahrhunderts als Genossenschaft fassbar. In ihren Reihen versammelten sich die umliegend begüterten Familien des niederen Adels der Region. Im Mittelalter setzten sich diese zunächst aus dem Ritteradel der Wetterau zusammen. Die Zahl der Burgmannen schwankte im Laufe der Zeit stark. Ursprünglich ist eine Zahl von 20 bis 30 Burgmannen anzunehmen. Bis zum Ende des 13. Jahrhunderts dürfte sie auf 40–50 gestiegen sein, sie vermehrte sich weiter bis auf etwa 100 Burgmannen am Anfang des 14. Jahrhunderts. 1400 gab es 99 Burgleute aus 49 verschiedenen Familien, so dass einige Familien gleichzeitig mehr als zwei Burgmannen stellten. Im 16. Jahrhundert waren etwa 50 die Regel, bis sie in der Mitte des 17. Jahrhunderts einen Tiefpunkt mit nur 19 Burgmannen erreichte. Durch die Aufnahme neuer Mitglieder, vor allem aus römisch-katholischen Familien, wuchs sie erneut und erreichte 1783 einen Höchststand von 113. Zwischen 1473 und 1806 können 230 Familien identifiziert werden, die Burgmannen stellten.
Für die Aufnahme in die Burgmannschaft war eine Ahnenprobe erforderlich, die bis zu 32 ritterständische Vorfahren aufzuweisen hatte. In der Praxis beschränkte man sich aber auf den Nachweis über vier Generationen (16 ritterständische Vorfahren). Die Rechtsstellung eines Burgmannen war erblich.
Nachweisbar sind die folgenden Familien:
- von Albach
- von Allendorf
- von Altenstadt
- Beheim
- von Beienheim
- von Bellersheim (1400: 7 Mitglieder)
- Benser von Ingelheim
- von Bergen
- von Berlepsch
- von Berstadt
- von Bettendorff
- von Bibra
- von Biedenfeld
- von Bobenhausen
- von Bommersheim
- von Boyneburg (Boineburg)[6]
- von Braubach
- von Breidenbach
- Breidbach von Bürresheim
- Brendel von Homburg
- Brömser von Rüdesheim
- von Buchenau
- von Büches (1400: 4 Mitglieder)
- von Büdingen
- Bünau
- von Buseck
- von Carben (1400: 5 Mitglieder)
- von Cleen (1400: 3 Mitglieder)
- von Dalberg
- Deutschordenskomture aus Sachsenhausen und Marburg
- Diede zum Fürstenstein
- von Dörnberg
- von Düdelsheim (1400: 3 Mitglieder)
- Dugel von Carben
- von Eberstein
- von Echter
- von Echzell
- von Elkershausen
- von Eppstein
- von Falkenberg
- von Fischborn
- von Fleckenstein
- Forstmeister von Gelnhausen
- von Franckenstein
- Friße
- Fürstenberg (Adelsgeschlecht)
- von Gayling
- Girgan
- von Gonterskirchen
- Greiffenclau
- Groschlag
- von Haffern
- Halber von Kleestadt
- von Hanau (ca. 1275 – 1409)
- von Hattstein
- von Hatzfeld
- von Heidersheim
- von Heldenbergen
- Hendelen
- von Heusenstamm
- von Hoch-Weisel
- von Hüftersheim
- von Hulshofen
- Huser
- von Ingelheim
- von Kageneck[7]
- von Kinzenbach
- von Köbel
- Korp
- von Kransberg
- von Kriftel
- von Cronberg
- Krug
- Landschad von Steinach
- von Langeln
- von Langenau
- von Langsdorf
- Löw von Steinfurth (1400: 9 Mitglieder)
- von Löwenstein
- von Metternich
- von Meysenbug
- von Mörlen
- von Morsheim
- Mosbach von Lindenfels
- von Muschenheim
- von Nauheim
- Oeynhausen
- von Ossenheim
- von Praunheim
- von Preungesheim
- Rau zu Holzhausen
- Reißel
- von Rheinberg
- Riedesel von Bellersheim
- von Rödelheim
- von Rodenhausen
- von Rollshausen
- Rufus
- von Rückingen
- von Rüdigheim
- Rüße
- von Sachsenhausen
- Schelme von Bergen
- Schenck zu Schweinsberg
- Schlitz genannt von Götz
- von Schönborn
- Schütz von Holzhausen
- von Schwalbach (1400: 6 Mitglieder)
- von Selbold[8]
- Setzpfand
- von Sickingen
- von Södel
- von Spale
- Stein (Adelsgeschlecht)
- von Sterzelheim
- von Stockheim (1400: 6 Mitglieder)
- von Sulzbach
- von Trimberg
- von Trohe
- von Vilbel
- von Vilmar
- Vogt von Erlenbach
- Wais von Fauerbach (1400: 9 Mitglieder)
- Waldbott von Bassenheim
- von Walderdorff[9]
- Waldmann (von Waldenstein)
- von Wallbrunn
- von Wasen
- Weitolshausen genannt Schrautenbach
- von Wisselsheim
- Wolfskehl
- Zipper von Ortenberg